# Дендермонде
Вижте пояснителната страница за други значения на Дендермонде.
Дендермонде (на нидерландски: Dendermonde) е град в Северна Белгия, административен център на окръг Дендермонде в провинция Източна Фландрия. Разположен е при вливането на река Дендер в Схелде. Населението му е 45 673 души (по приблизителна оценка към 1 януари 2018 г.).

## Известни личности
Родени в Дендермонде
- Ги Верхофстад (р. 1953), политик
- Фернан Кнопф (1858 – 1921), художник

## Побратимени градове
Побратимени градове на Дендермонде са:
- България – Благоевград
- Германия – Нинбург
- Нидерландия – Хелдроп